# Condado de Houston (Texas)
O Condado de Houston é um dos 254 condados do estado norte-americano do Texas. Foi criado em 1837. A sede do condado é Crockett, que é também a sua maior cidade.
O condado possui uma área de 3 203 km² (dos quais 0,48 km² estão cobertos por água), uma população de 23 185 habitantes, e uma densidade populacional de 7 hab/km² (segundo o censo nacional de 2000).
O condado é um dos 46 condados do Texas que proíbem a venda de bebidas alcoólicas.